# Марк Гарсайд
Марк Гарсайд (англ. Mark Garside; 21 березня 1989, м. Керкколді, Шотландія) — британський хокеїст, нападник. Виступає за «Белфаст Джаєнтс» у Британській елітній хокейній лізі. 
Виступав за «Единбург Кепіталс», «Белфаст Джаєнтс».
У складі національної збірної Великої Британії учасник чемпіонату світу 2010 (дивізіон I). У складі молодіжної збірної Великої Британії учасник чемпіонатів світу 2007 (дивізіон I), 2008 (дивізіон I) і 2009 (дивізіон II). У складі юніорської збірної Великої Британії учасник чемпіонату світу 2007 (дивізіон I).
Досягнення
- Чемпіон БЕХЛ (2012).